# Compagnie des tramways de Neuchâtel

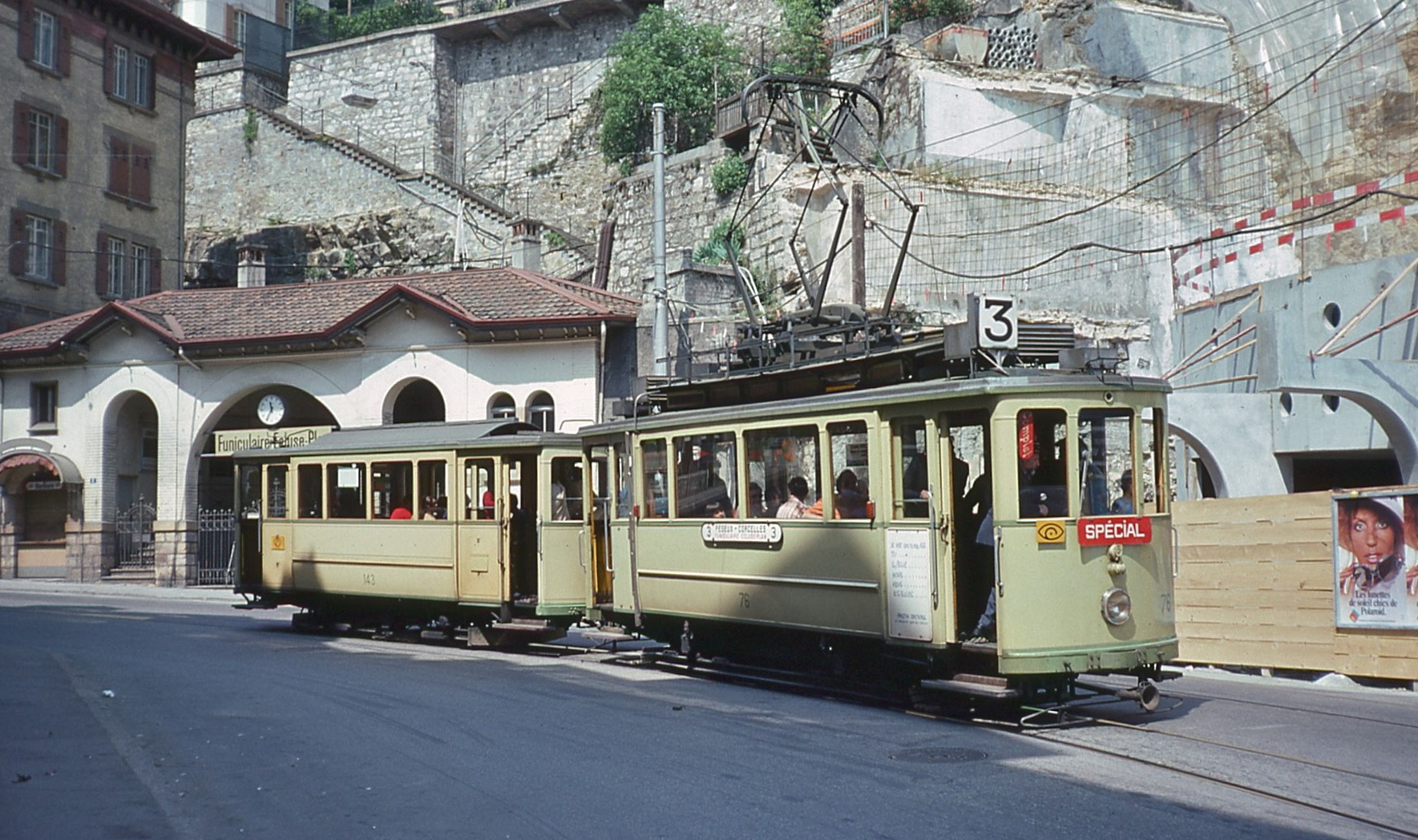
Tram sur la ligne 3 devant la gare inférieure du funiculaire, motrice 76 et remorque 143.

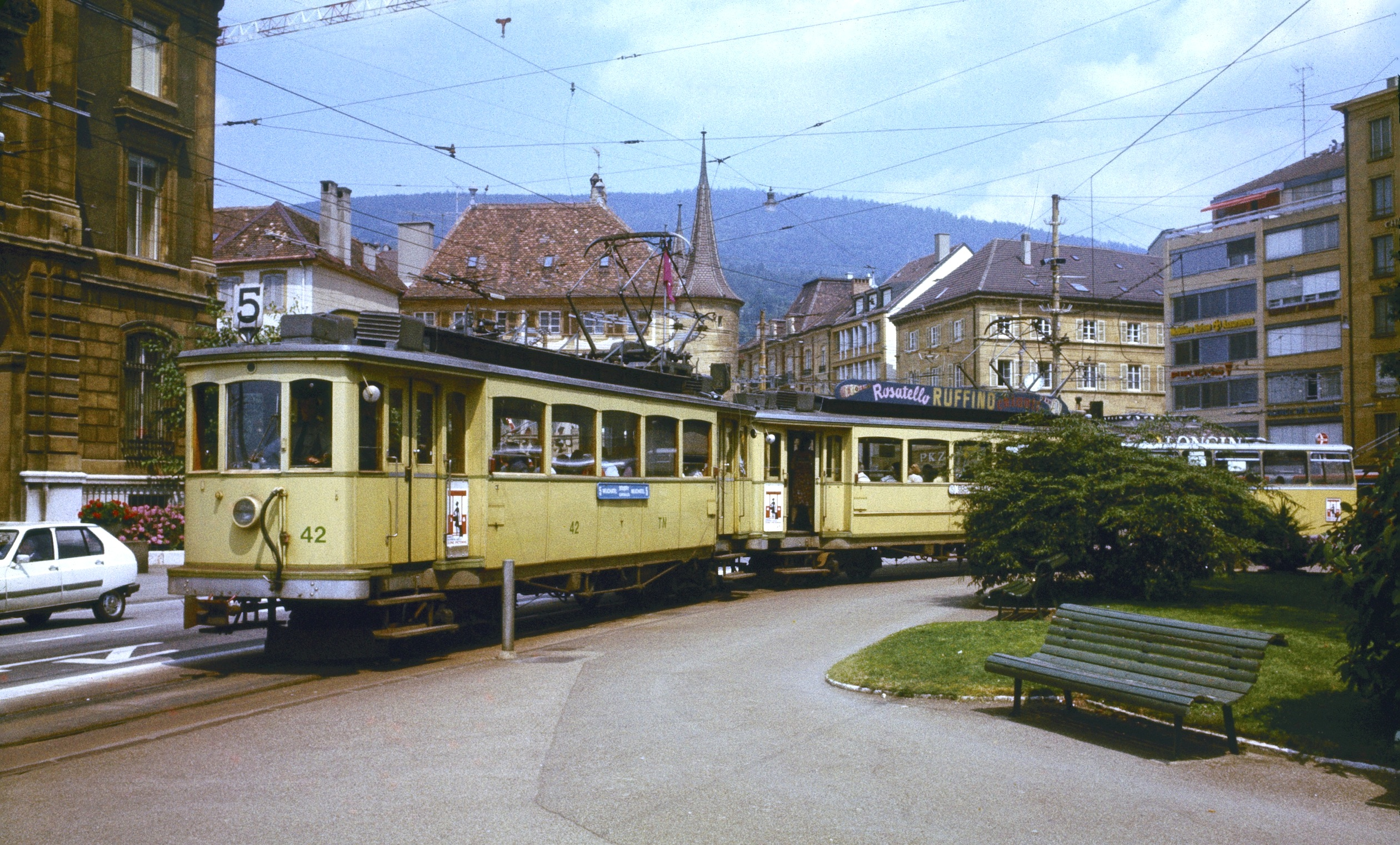
Trams au départ de la place Pury, motrice 42 et 44 sur la ligne 5

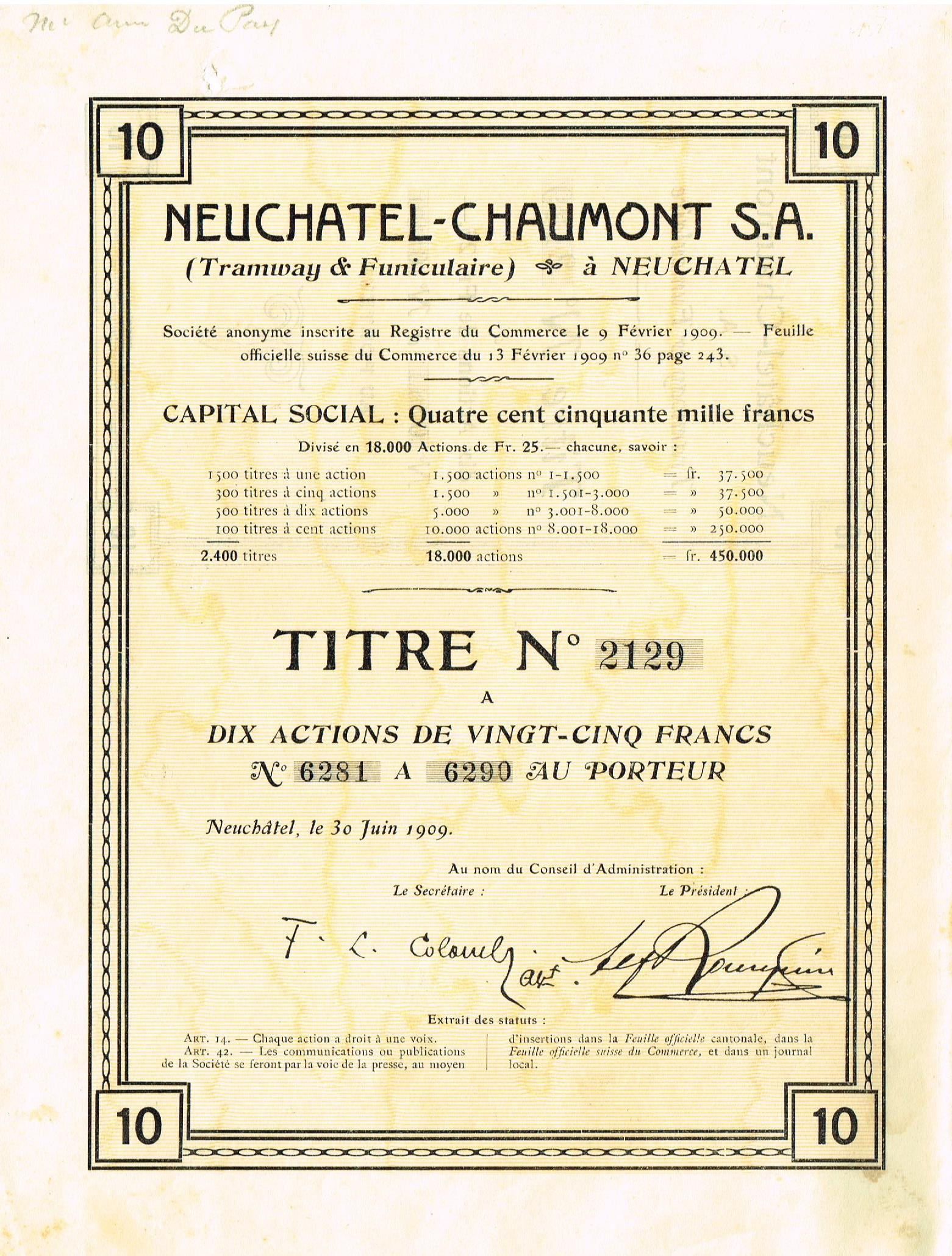
Action de la Neuchâtel-Chaumont S.A. (Tramway & Funiculaire) en date du 30. Juin 1909

La Compagnie des tramways de Neuchâtel (TN) est créée en 1898 pour construire et exploiter un réseau de tramway dans la ville de Neuchâtel, en Suisse. En 1971, le 24 septembre, l'entreprise disparait et devient les Transports publics du littoral neuchâtelois.

## Histoire
La compagnie TN reprend les actifs de la Compagnie du tramway Neuchâtel- Saint-Blaise en se substituant à cette dernière le 8 août 1898. Elle absorbe ensuite la Compagnie du chemin de fer régional Neuchâtel-Cortaillod-Boudry le 4 avril 1901. Elle est cotée à la Bourse de Neuchâtel à la création de celle-ci. 
Elle reçoit en 1910, l'exploitation de la ligne de Neuchâtel (les Sablons) à La Coudre, concédée à la compagnie du chemin de fer Neuchâtel-Chaumont S.A. (Tramway & Funiculaire). Cette ligne lui sera ultérieurement cédée en 1943 .
La compagnie développe un réseau de tramways comprenant 7 lignes et une longueur de 33 km. À partir de 1940, le réseau de tramways est progressivement remplacé par des lignes de trolleybus. La 2 l'est en 1940, la 4 en 1949, la 1 en 1957, les 6 et 7 le seront en 1964. En 1971 il restait seulement les lignes 3 et 5 exploitées avec des tramways.

## Les lignes
- 1:- Neuchâtel (Place Pury) - Saint Blaise: ouverture le 22 décembre 1894, suppression en 1957,
- 2:- Neuchâtel (Place Pury) - Serrières: ouverture en 1899[4], suppression en février 1940
- 3:- Neuchâtel (Place Pury) - Peseux - Corcelles: ouverture le 24 décembre 1902 [5], suppression le 11 juillet 1976
- 4:- Neuchâtel (Place Pury) - Valangin: ouverture en 1901[6], suppression en 1949,
- 5:- Neuchâtel (Place Pury) - Boudry et Cortaillod: ouverture en 1892
- 6:- Neuchâtel (Place Pury) - Gare CFF: ouverture en 1892, suppression en 1964,
- 7:- Neuchâtel (Place Pury) - La Coudre: ouverture le 15 octobre 1910[7], suppression en 1964,

Le centre du réseau se trouvait Place Pury.

## Matériel roulant
- no 1 à 6, voiture de tramway à cheval, livrées par SIG, 2 essieux[8],
- no 11 à 17, automotrices électriques livrées en 1897 par SIG MFO, 2 essieux[9],
- no 21 à 26, automotrices électriques livrées en 1897 par SIG MFO, 2 essieux
- no 31 à 40, automotrices électriques livrées en 1897 par SIG MFO, 2 essieux
- no 41 à 47, automotrices électriques livrées en 1902 par SWS MFO, bogies
- no 51 à 53, automotrices électriques livrées en 1910 par SWS MFO, 2 essieux
- no 61 à 67, automotrices électriques livrées en 1912 par SIG MFO, 2 essieux
- no 71 à 78, automotrices électriques livrées en 1921-28 par SIG MFO, 2 essieux
- no 81 à 83, automotrices électriques livrées en 1949 par SIG SAAS, bogies
- no 101 à 106, remorques ouvertes livrées par SIG en 1894, 2 essieux (ex no 1 à 6)
- no 111 à 114, remorques fermées livrées en 1902 par SWS, bogies
- no 121 à 123, remorques ouvertes à bogies
- no 131 à 133, remorques fermées, 2 essieux
- no 141 à 149, remorques fermées (ex motrices 11-17 et 21-26), 2 essieux
- no 1101-1104,, automotrices électriques articulées, livrées en 1942 à Gènes par Breda-TIBB et acquises en seconde main en 1967, bogies[1]

## Matériel préservé
- no 41, préservée par ATHALY (Lyon)
- no 43, préservée au musée des transports de Lucerne
- no 44, préservée par l'AMTUIR
- no 45, préservée à Neuchâtel par l'ANAT[10]
- no 46, préservée à Hanovre en Allemagne[11]
- no 47, préservée par l'ANAT[12]
- no 72, préservée à Detroit, USA [13]
- no 73, préservée à Neuchâtel par l'ANAT
- no 74, préservée par l'Amitram
- no 76, préservée au chemin de fer Blonay-Chamby[14]
- no 83, préservée à Neuchâtel par l'ANAT
- no 112, préservée par l'ANAT
- no 114, préservée par ATHALY (Lyon)[15]
- no 121, préservée par le chemin de fer Blonay-Chamby
- no 141, préservée en Espagne [16]
- no 142, préservée en Espagne
- no 143, préservée par l'ANAT
- no 144, préservée en Espagne
- no 146, préservée par l'Amitram

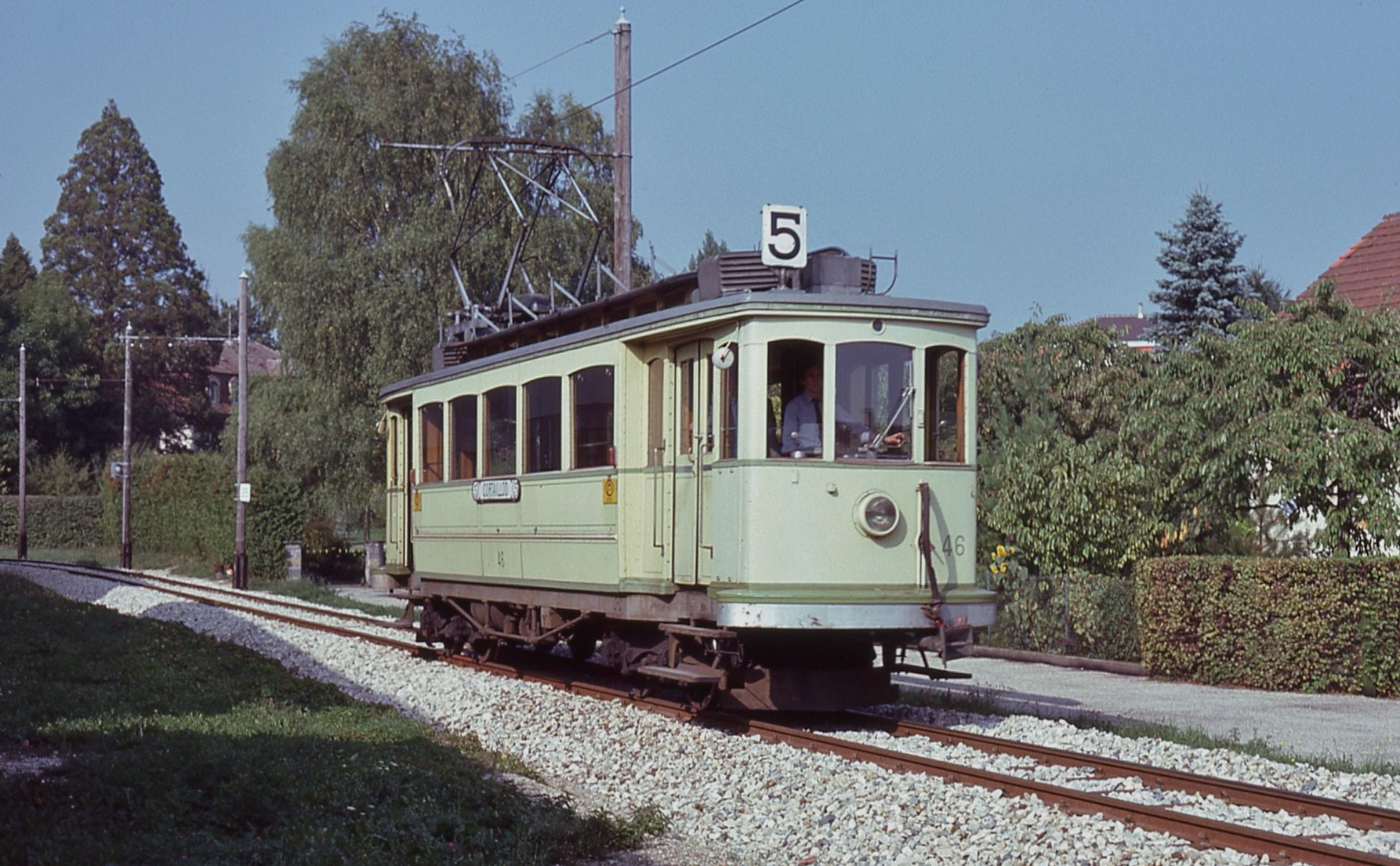
Motrice série 41 à 47
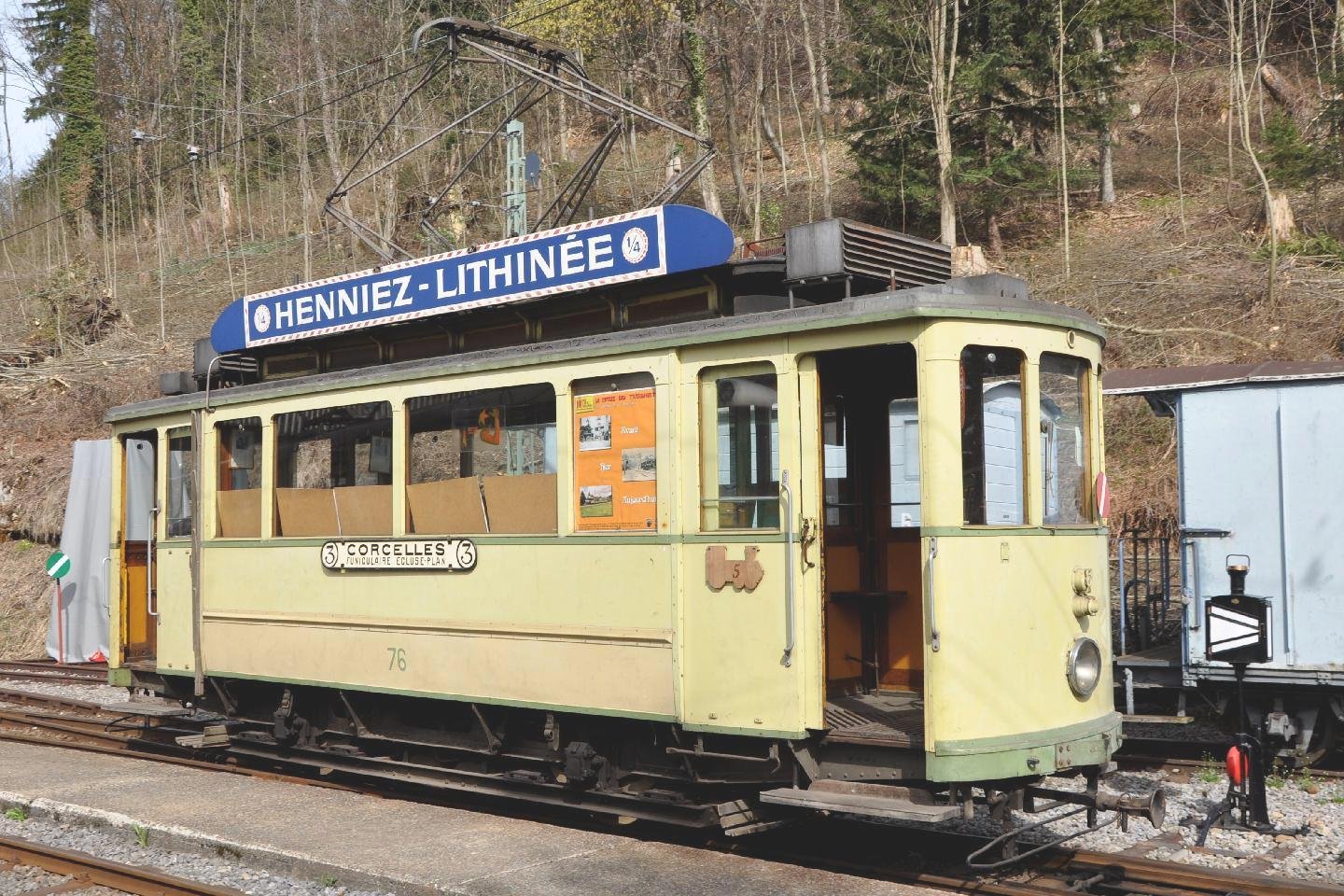
Motrice série 71 à 78
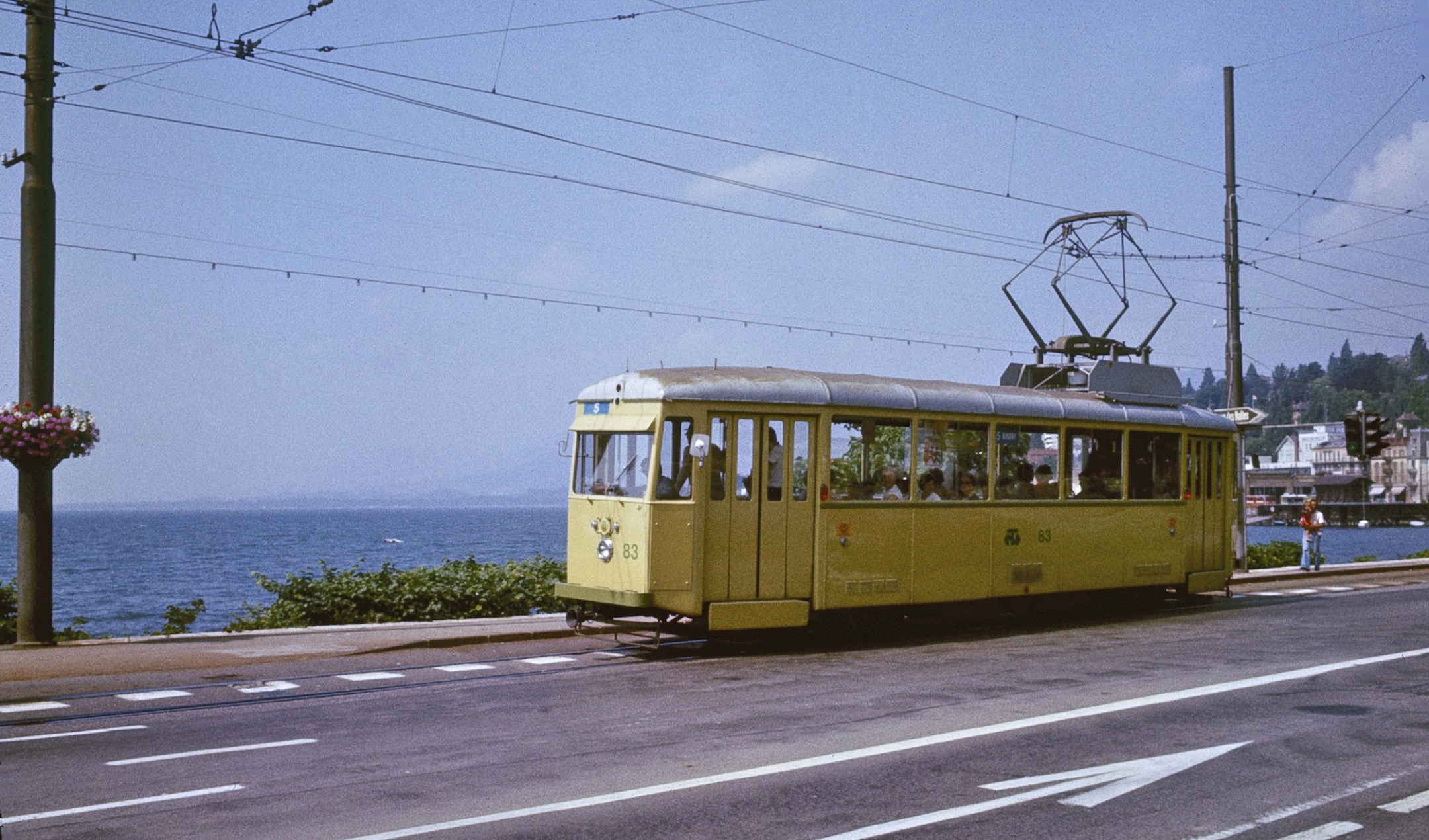
Motrice série 81 à 83
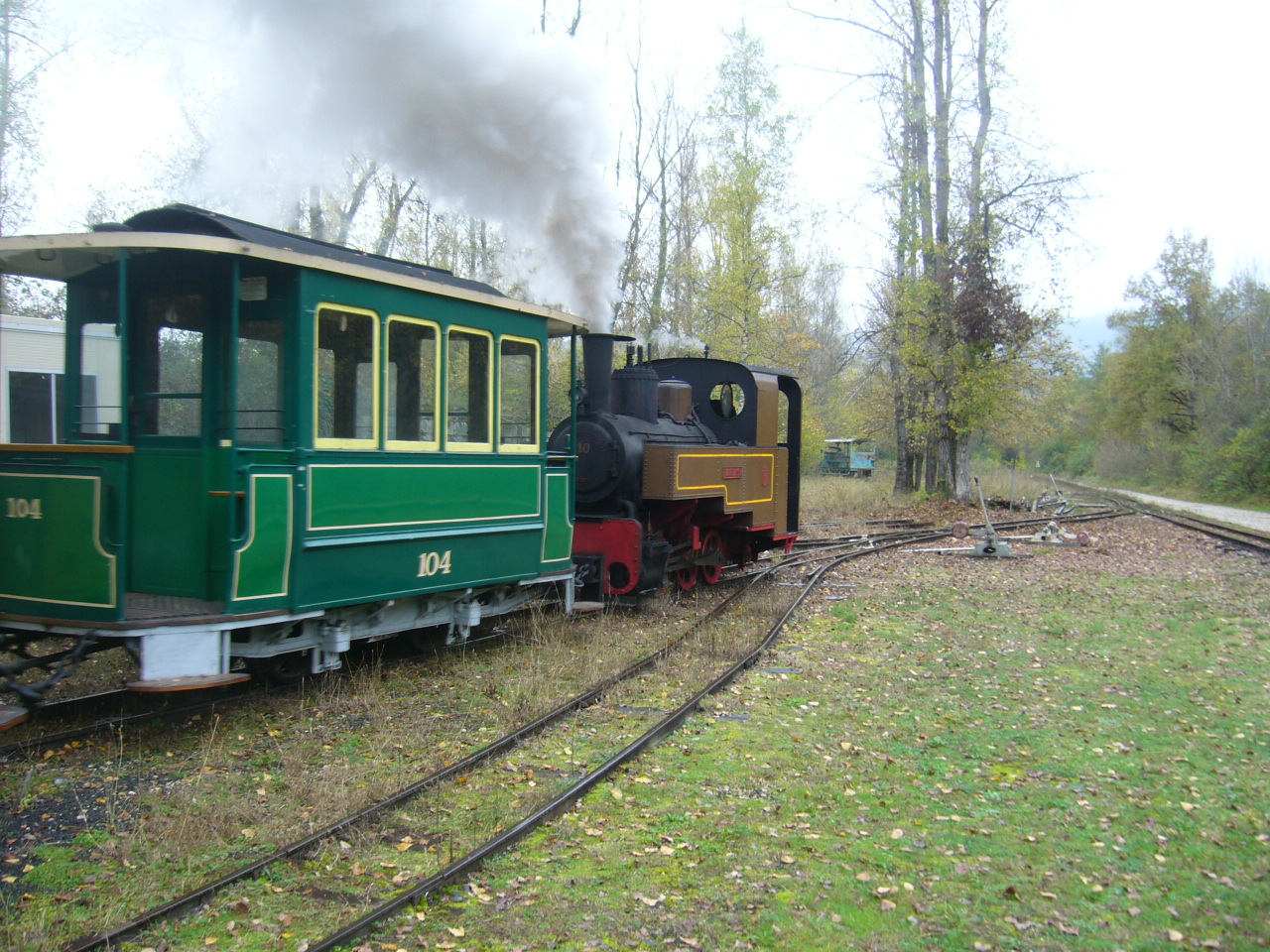
remorque 104 préservée en France
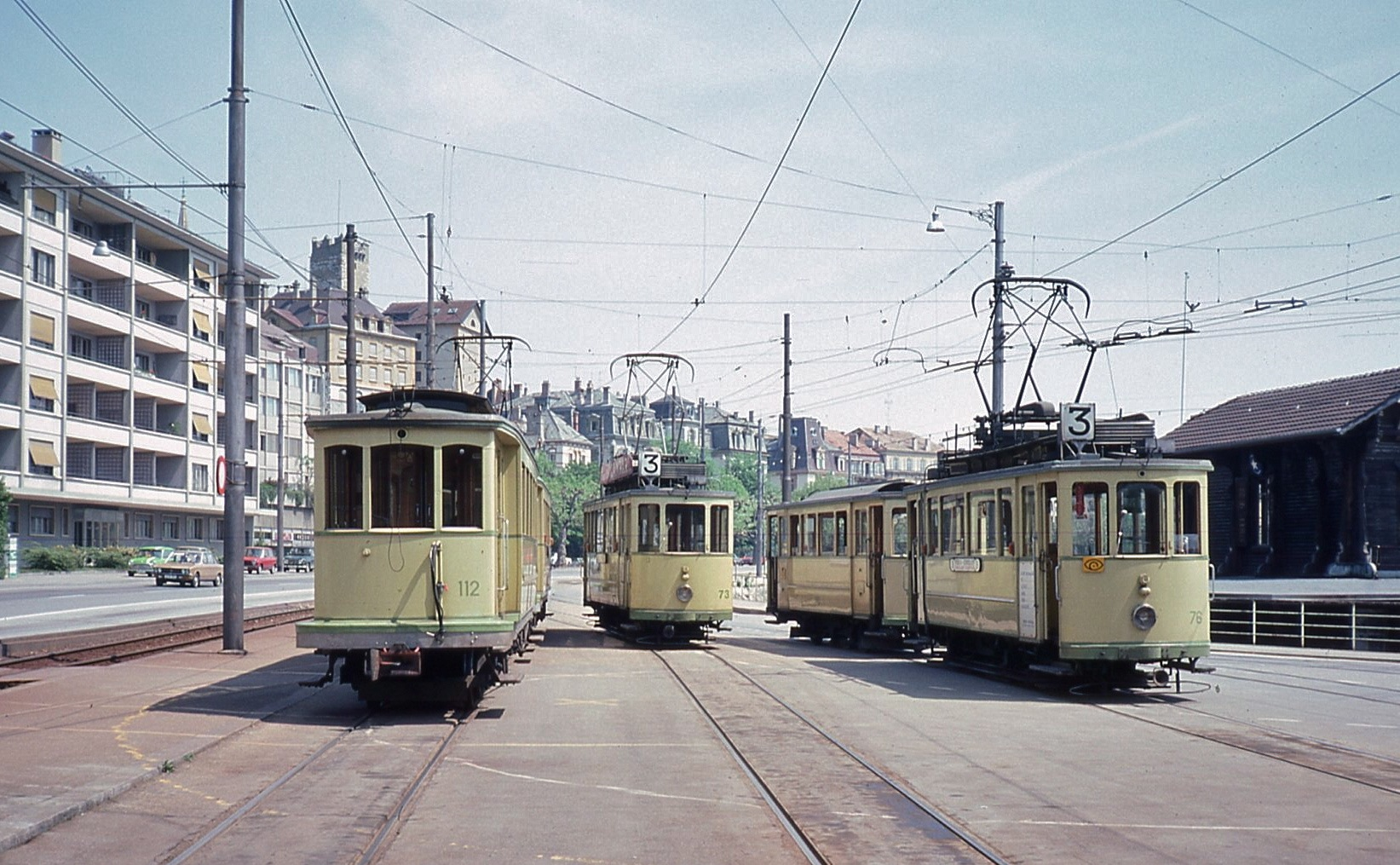
remorque 112, motrice 73 et 76
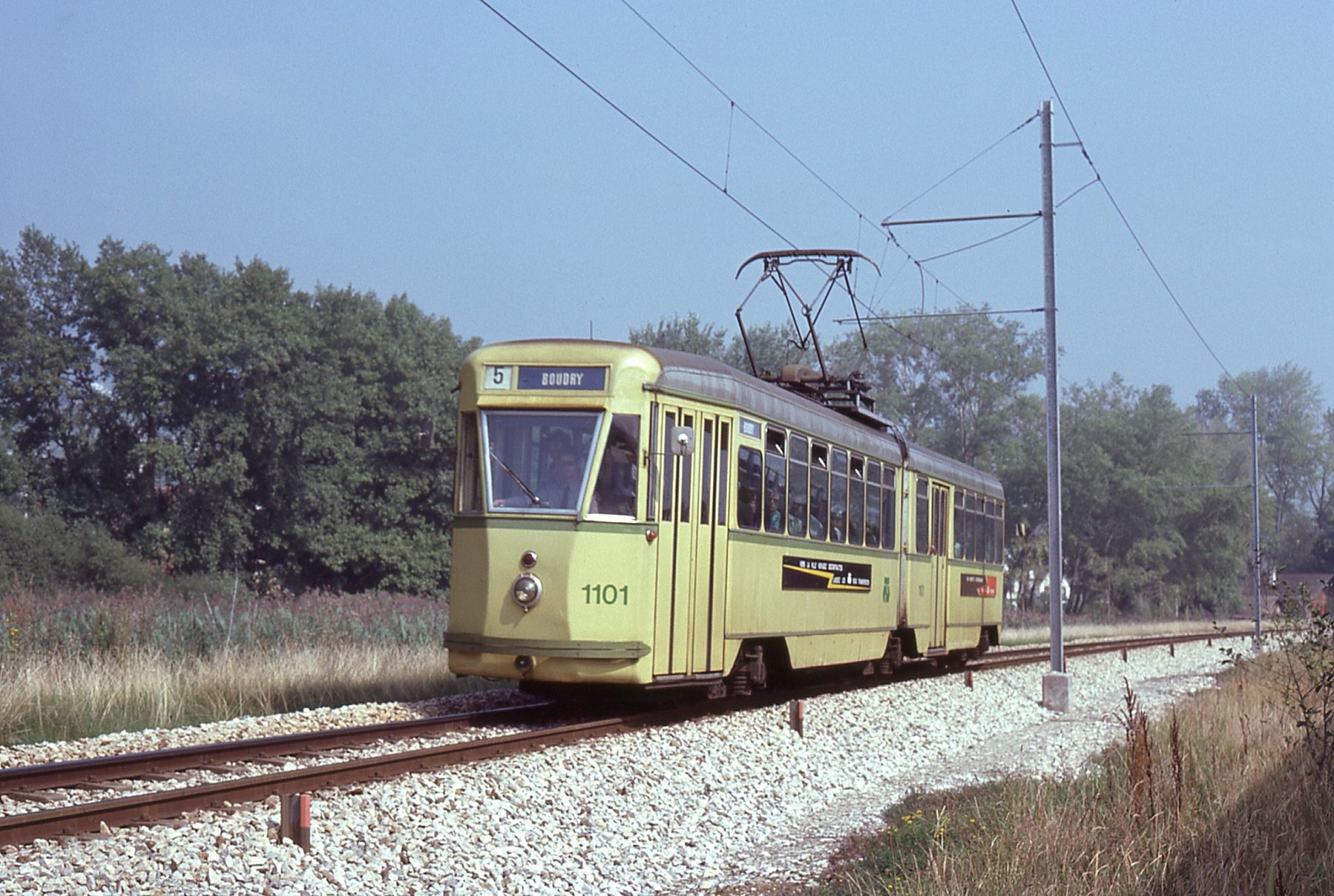
Motrice série 1101 à 1104
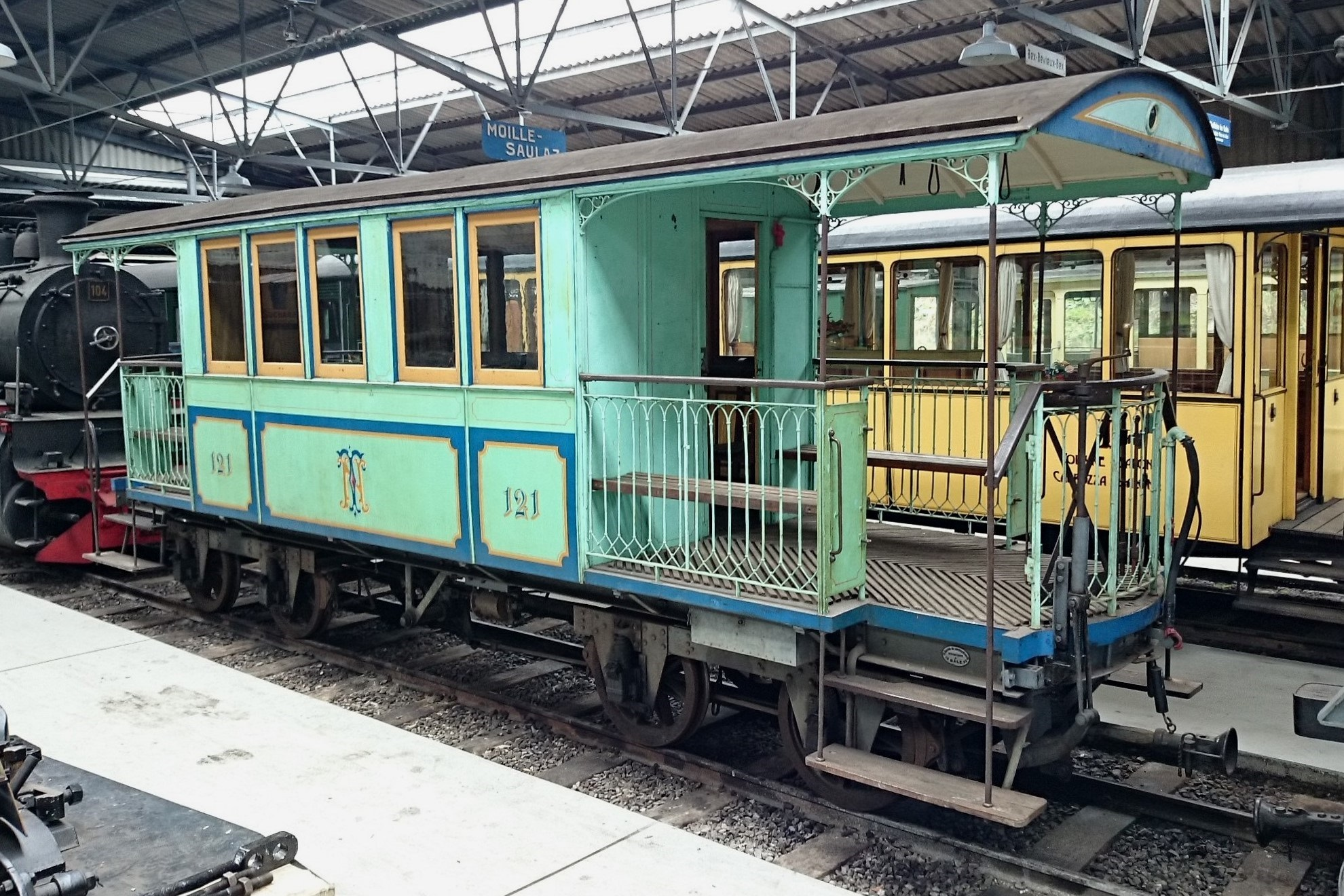
Voiture 121 préservée à Chamby